# Henrik Ingebrigtsen
Henrik Ingebrigtsen (Sandnes, 24 febbraio 1991) è un mezzofondista norvegese, campione europeo dei 1500 metri piani a Helsinki 2012.
È inoltre vicecampione europeo dei 1500 metri piani a Zurigo 2014 e vicecampione europeo dei 5000 metri piani a Berlino 2018.

## Biografia
È il fratello maggiore di Filip e Jakob Ingebrigtsen, a loro volta atleti di alto livello.

## Palmarès
| Anno | Manifestazione   | Sede           | Evento         | Risultato  | Prestazione | Note                                     |
| ---- | ---------------- | -------------- | -------------- | ---------- | ----------- | ---------------------------------------- |
| 2010 | Mondiali U20     | Moncton        | 1500 m piani   | Batteria   | 3'45"31     |                                          |
| 2010 | Europei          | Barcellona     | 1500 m piani   | Batteria   | 3'42"62     |                                          |
| 2011 | Europei U23      | Ostrava        | 1500 m piani   | Batteria   | 3'51"99     |                                          |
| 2012 | Europei          | Helsinki       | 1500 m piani   | Oro        | 3'46"20     |                                          |
| 2012 | Giochi olimpici  | Londra         | 1500 m piani   | 5º         | 3'35"43     | Record nazionale                         |
| 2013 | Europei indoor   | Göteborg       | 3000 m piani   | 11º        | 8'02"45     |                                          |
| 2013 | Europei U23      | Tampere        | 1500 m piani   | Batteria   | 3'50"16     |                                          |
| 2013 | Europei U23      | Tampere        | 5000 m piani   | Oro        | 14'19"39    |                                          |
| 2013 | Mondiali         | Mosca          | 1500 m piani   | 8º         | 3'37"52     |                                          |
| 2014 | Europei          | Zurigo         | 1500 m piani   | Argento    | 3'46"10     |                                          |
| 2015 | Europei indoor   | Praga          | 1500 m piani   | 6º         | 3'39"70     | Record nazionale                         |
| 2015 | Europei indoor   | Praga          | 3000 m piani   | Bronzo     | 7'45"54     | Record nazionale                         |
| 2015 | Mondiali         | Pechino        | 1500 m piani   | Batteria   | 3'43"97     |                                          |
| 2016 | Europei          | Amsterdam      | 1500 m piani   | Bronzo     | 3'47"18     |                                          |
| 2016 | Europei          | Amsterdam      | 5000 m piani   | 4º         | 13'40"86    |                                          |
| 2016 | Giochi olimpici  | Rio de Janeiro | 1500 m piani   | Semifinale | 3'42"51     |                                          |
| 2017 | Europei indoor   | Belgrado       | 3000 m piani   | Argento    | 8'00"93     |                                          |
| 2018 | Europei          | Berlino        | 1500 m piani   | 4º         | 3'38"50     | Miglior prestazione personale stagionale |
| 2018 | Europei          | Berlino        | 5000 m piani   | Argento    | 13'18"75    |                                          |
| 2019 | Europei indoor   | Glasgow        | 3000 m piani   | Bronzo     | 7'57"19     |                                          |
| 2019 | Mondiali         | Doha           | 5000 m piani   | 13º        | 13'36"25    |                                          |
| 2022 | Europei di cross | Venaria Reale  | Corsa seniores | 23º        | 30'44"      |                                          |
| 2022 | Europei di cross | Venaria Reale  | A squadre      | 5º         | 45 p.       |                                          |
| 2023 | Mondiali         | Budapest       | 5000 m piani   | Batteria   | 13'38"80    |                                          |
| 2023 | Europei di cross | Bruxelles      | Corsa seniores | 12º        | 30'46"      |                                          |
| 2023 | Europei di cross | Bruxelles      | A squadre      | Bronzo     | 32 p.       |                                          |
| 2024 | Europei          | Roma           | 5000 m piani   | 25º        | 13'52"71    |                                          |

## Campionati nazionali
2007
- 5º ai campionati norvegesi, 1500 m piani - 3'54"08

2008
- 4º ai campionati norvegesi, 800 m piani - 1'55"23
- 4º ai campionati norvegesi, 1500 m piani - 3'52"87
- Argento ai campionati norvegesi juniores, 2000 m siepi - 5'59"63

2009
- Argento ai campionati norvegesi, 1500 m piani - 3'48"43

2010
- Bronzo ai campionati norvegesi, 800 m piani - 1'50"84
- Oro ai campionati norvegesi, 1500 m piani - 3'46"50
- Oro ai campionati norvegesi juniores, 800 m piani - 1'51"75

2011
- 8º ai campionati norvegesi, 800 m piani - 1'58"75

2012
- Argento ai campionati norvegesi, 800 m piani - 1'52"08
- Oro ai campionati norvegesi, 1500 m piani - 3'43"07

2013
- Oro ai campionati norvegesi, 800 m piani - 1'48"25
- 4º ai campionati norvegesi indoor, 800 m piani - 1'52"88

2014
- Oro ai campionati norvegesi, 1500 m piani - 3'42"66

2015
- Oro ai campionati norvegesi, 5000 m piani - 14'22"17

2016
- Argento ai campionati norvegesi, 1500 m piani - 4'01"28
- Argento ai campionati norvegesi indoor, 800 m piani - 1'54"62
- Oro ai campionati norvegesi indoor, 1500 m piani - 3'42"31
- Oro ai campionati norvegesi indoor, 3000 m piani - 8'04"08

## Altre competizioni internazionali
2015
- 6º ai London Anniversary Games ( Londra), miglio - 3'55"51
- 10º al Prefontaine Classic ( Eugene), miglio - 3'53"43
- 11º al Meeting de Paris ( Parigi), 1500 m piani - 3'32"85
- 14º all'Herculis ( Monaco), 1500 m piani - 3'38"35

2016
- 7º ai Bislett Games ( Oslo), miglio - 3'53"19
- 12º all'Herculis ( Monaco), 1500 m piani - 3'34"07
- 12º al Golden Gala ( Roma), 1500 m piani - 3'36"07

2018
- Bronzo in Coppa continentale ( Ostrava), 3000 m piani - 7'53"95
- 9º al Bauhaus-Galan ( Stoccolma), 5000 m piani - 13'28"89
- 13º all'Athletissima ( Losanna), 5000 m piani - 13'35"33

2019
- 12º alla Weltklasse Zürich ( Zurigo), 5000 m piani - 13'30"78
- 9º al Bauhaus-Galan ( Stoccolma), 1500 m piani - 3'45"46

2021
- 10º al British Grand Prix ( Gateshead), 5000 m piani - 13'27"07

2022
- 14º ai Bislett Games ( Oslo), 5000 m piani - 13'48"89

2023
- 11º ai Bislett Games ( Oslo), 5000 m piani - 13'18"04
- Argento al Meeting Boris Hanzekovic Memorial ( Zagabria), 3000 m piani - 7'34"80

2024
- 21º alla 10K Valencia Ibercaja ( Valencia) - 28'10"